# Meta Catania Calcio a 5 2024-2025
La voce raccoglie i dati riguardanti la Meta Catania Calcio a 5, squadra di calcio a 5 militante in serie A, nelle competizioni ufficiali del 2024-2025.

## Stagione
La Meta Catania C5, ufficialmente Meta Catania Bricocity c5, ha avuto la migliore stagione di tutta la sua storia: dopo aver vinto la Serie A l'anno precedente, si è riconfermata campione d'Italia. Ha inoltre vinto la Supercoppa italiana, la prima nella sua storia. Per quanto riguarda le altre competizioni, è stata semifinalista di Coppa Italia ed è arrivata fino agli ottavi di finale della Coppa della Divisione, che era però riservata ai giocatori Under-23. In Champions League, il suo percorso si è fermato al turno élite, classificandosi terza nel Gruppo A composto da Cartagena, Riga FC e United Galați.

## Rosa
Rosa aggiornata al 06-05-2025.
| N° | Naz.               | Ruolo | Sportivo                    | Anno |  |  |
| -- | ------------------ | ----- | --------------------------- | ---- |  |  |
| 1  | Italia (bandiera)  | POR   | Sebastiano Tornatore        | -    |  |  |
| 2  | Italia (bandiera)  | LAT   | Michele Podda               | -    |  |  |
| 3  | Marocco (bandiera) | LAT   | Anás El Ayyane              | -    |  |  |
| 4  | Italia (bandiera)  |       | Giulio Musumeci             | -    |  |  |
| 5  | Italia (bandiera)  | DIF   | Maurizio Silvestri          | -    |  |  |
| 6  | Italia (bandiera)  | LAT   | Giovanni Pulvirenti         | -    |  |  |
| 7  | Brasile (bandiera) | LAT   | Dian Luka                   | -    |  |  |
| 8  | Italia (bandiera)  | LAT   | Mario Riccardo Salamone     | -    |  |  |
| 14 | Brasile (bandiera) | DIF   | Bocão                       | -    |  |  |
| 17 | Brasile (bandiera) | LAT   | Luis Felipe Naibo Turmena   | -    |  |  |
| 18 | Brasile (bandiera) | POR   | Joao Timm                   | -    |  |  |
| 22 | Italia (bandiera)  | UNI   | Carmelo Musumeci            | -    |  |  |
| 27 | Brasile (bandiera) | PIV   | Anderson da Rocha Silva Zōi | -    |  |  |
| 28 | Brasile (bandiera) | POR   | Pedro Henrique Siqueira     | -    |  |  |
| 73 | Italia (bandiera)  | LAT   | Gaetano Centorrino          | -    |  |  |
| 74 | Italia (bandiera)  | LAT   | Mario Musumeci              | -    |  |  |
| 75 | Italia (bandiera)  |       | Carmelo Lanza               | -    |  |  |

## Risultati

### Serie A
|  | Pos. | Squadra      | Pt | G  | V  | N | P | GF  | GS | DR |
|  | ---- | ------------ | -- | -- | -- | - | - | --- | -- | -- |
|  | 1.   | Meta Catania | 68 | 30 | 21 | 5 | 4 | 122 | 60 | 62 |

### Supercoppa italiana
|  | Semifinali   | Semifinali   | Semifinali |        |              | Finale       | Finale | Finale |  |
|  |              |              |            |        |              |              |        |        |  |
|  | Napoli       | Napoli       | 3          |        |              |              |        |        |  |
|  | Napoli       | Napoli       | 3          |        |              |              |        |        |  |
|  | Roma 1927    | Roma 1927    | 1          |        |              |              |        |        |  |
|  | Roma 1927    | Roma 1927    | 1          |        | Meta Catania | Meta Catania | 8      |        |  |
|  |              |              |            |        | Meta Catania | Meta Catania | 8      |        |  |
|  |              |              | Napoli     | Napoli | 2            |              |        |        |  |
|  | Meta Catania | Meta Catania | Napoli     | Napoli | 2            | 7            |        |        |  |
|  | Meta Catania | Meta Catania |            |        |              |              |        |        |  |
|  | Lecco        | Lecco        | 1          |        |              |              |        |        |  |